# 22.ª Divisão (Japão)
A 22ª Divisão foi uma divisão de infantaria do Império do Japão que serviu durante a Segunda Guerra Mundial. A divisão foi formada no dia 24 de dezembro de 1915 em Sendai, sendo desmobilizada no dia 30 de setembro de 1945 com o fim da guerra.

## Comandantes
| Comandante                   | Data                                          |
| ---------------------------- | --------------------------------------------- |
| Lt. General Ichiji Dobashi   | 15 de julho de 1938 - 1 de março de 1941      |
| Lt. General Katsumi Ota      | 1 de março de 1941 - 2 de março de 1942       |
| Lt. General Sanji Okido      | 2 de março de 1942 - 10 de novembro de 1942   |
| Lt. General Saburo Isoda     | 10 de novembro de 1942 - 7 de janeiro de 1944 |
| Lt. General Masachika Hirata | 7 de janeiro de 1944 - 30 de setembro de 1945 |

## Subordinação
- Exército Expedicionário China Central - 15 de julho de 1938
- 13º Exército - 23 de setembro de 1939
- 23º Exército - de agosto de 1944
- 38º Exército - 1945
- 18º Exército de Campo - julho de 1945

## Ordem da Batalha
- 22. Grupo de Infantaria (desmobilizada no dia 24 de novembro de 1943)
- 84. Regimento de Infantaria
- 85. Regimento de Infantaria
- 86. Regimento de Infantaria
- 22. Unidade de Reconhecimento
- 52. Regimento de Artilharia de Montanha
- 22. Regimento de Engenharia
- 22. Regimento de Transporte
- Unidade de comunicação